# Resolutie 1267 Veiligheidsraad Verenigde Naties
Resolutie 1266 van de Veiligheidsraad van de Verenigde Naties werd unaniem aangenomen door de VN-Veiligheidsraad op 15 oktober 1999. De resolutie legde sancties op tegen het Talibanregime van Afghanistan, omdat deze terroristen tolereerden op hun grondgebied.

## Achtergrond
In 1979 werd Afghanistan bezet door de Sovjet-Unie, die vervolgens werd bestreden door Afghaanse krijgsheren. Toen de Sovjets zich in 1988 terugtrokken raakten ze echter slaags met elkaar. In het begin van de jaren 1990 kwamen ook de Taliban op. In september 1996 namen die de hoofdstad Kabul in. Tegen het einde van het decennium hadden ze het grootste deel van het land onder controle en riepen ze een streng islamitische staat uit. 
In 2001 verklaarden de Verenigde Staten met bondgenoten hun de oorlog en moesten ze zich terugtrekken, waarna een interim-regering werd opgericht.

## Inhoud
De Veiligheidsraad uitte zijn bezorgdheid over de schendingen van de mensenrechten, vooral de discriminatie van vrouwen en meisjes, de stijging van de illegale opiumproductie, de inname van het Iraanse consulaat-generaal en de moord op Iraanse diplomaten en een journalist in Mazar-e Sjarif.
Ook veroordeelde hij het gebruik van het Afghaanse grondgebied om, vooral in Taliban-gecontroleerd gebied, terroristen onderdak te geven en op te leiden. Onder die terroristen was ook Osama bin Laden, die er een netwerk van terreuropleidingskampen leidde en Afghanistan als basis gebruikte voor internationale terreuracties. Bin Laden was in de Verenigde Staten aangeklaagd voor de aanslagen op de Amerikaanse ambassades in Tanzania en Kenia.
De Veiligheidsraad drong erop aan dat de Taliban, die zich ook het Islamitisch Emiraat Afghanistan noemden, niet langer onderdak boden aan terroristen. Ook moesten ze Osama Bin Laden overdragen aan het land waar hij werd aangeklaagd. Tenzij ze aan deze maatregelen voldeden, moesten alle landen vanaf 14 november verbieden dat vliegtuigen van of in opdracht van de Taliban hun grondgebied aandeden, en alle fondsen van de Taliban of door hen gecontroleerde bedrijven bevriezen. Er werd ook een comité opgericht om de naleving van deze maatregelen op te volgen.

## Verwante resoluties
- Resolutie 1193 Veiligheidsraad Verenigde Naties (1998)
- Resolutie 1214 Veiligheidsraad Verenigde Naties (1998)
- Resolutie 1333 Veiligheidsraad Verenigde Naties (2000)
- Resolutie 1363 Veiligheidsraad Verenigde Naties (2001)

Lijst ·  1220 ·  1221 ·  1222 ·  1223 ·  1224 ·  1225 ·  1226 ·  1227 ·  1228 ·  1229 ·  1230 ·  1231 ·  1232 ·  1233 ·  1234 ·  1235 ·  1236 ·  1237 ·  1238 ·  1239 ·  1240 ·  1241 ·  1242 ·  1243 ·  1244 ·  1245 ·  1246 ·  1247 ·  1248 ·  1249 ·  1250 ·  1251 ·  1252 ·  1253 ·  1254 ·  1255 ·  1256 ·  1257 ·  1258 ·  1259 ·  1260 ·  1261 ·  1262 ·  1263 ·  1264 ·  1265 ·  1266 ·  1267 ·  1268 ·  1269 ·  1270 ·  1271 ·  1272 ·  1273 ·  1274 ·  1275 ·  1276 ·  1277 ·  1278 ·  1279 ·  1280 ·  1281 ·  1282 ·  1283 ·  1284